# Copa Federal de Fútbol Femenino 2024
La Copa Federal de Fútbol Femenino 2024 fue la cuarta edición de esta competición oficial organizada por la Asociación del Fútbol Argentino. El sorteo se realizó el 7 de febrero del 2025.
El campeón fue Newell's Old Boys de Rosario que logró su primera conquista en el torneo y primer título oficial del club tras derrotar a Boca Juniors de Buenos Aires, por penales 4:3 tras empatar 0:0 en el tiempo reglamentario.

## Equipos participantes
Participaron los primeros 8 equipos de la tabla general del Campeonato de Primera División A y los clasificados por cada uno de los 8 grupos de la Copa Federal Regional Amateur.

### Primera División A
| Boca Juniors | Gimnasia          | Belgrano    | Racing Club |
| River Plate  | Newell's Old Boys | San Lorenzo | UAI Urquiza |

### Ligas del Interior
| All Boys (Santa Rosa) | San Martín de San Juan | Deportivo Confluencia  | Rioja Jrs. |
| UNNOBA                | Sportivo Palermo       | Guaraní Antonio Franco | San Benito |

### Distribución geográfica de los equipos
| Región                          | Cant. | Equipos                                     |
| ------------------------------- | ----- | ------------------------------------------- |
| Provincia de Buenos Aires       | 4     | Gimnasia, UAI Urquiza, UNNOBA y Racing Club |
| Ciudad Autónoma de Buenos Aires | 3     | Boca Juniors, River Plate y San Lorenzo     |
| Provincia de Santa Fe           | 1     | Newell's Old Boys                           |
| Provincia de Entre Ríos         | 1     | San Benito                                  |
| Provincia del Neuquén           | 1     | Deportivo Confluencia                       |
| Provincia de La Pampa           | 1     | All Boys                                    |
| Provincia de Jujuy              | 1     | Sportivo Palermo                            |
| Provincia de Córdoba            | 1     | Belgrano                                    |
| Provincia de San Juan           | 1     | San Martín                                  |
| Provincia de Misiones           | 1     | Guaraní A. Franco                           |
| Provincia de La Rioja           | 1     | Rioja Jrs.                                  |

## Fase final

### Cuadro de desarrollo
|  | Octavos de final                        | Octavos de final        | Octavos de final                        |                         |                                      | Cuartos de final   | Cuartos de final   | Cuartos de final   |  |                                         | Semifinales       | Semifinales   | Semifinales   |  |                                     | Final             | Final      | Final      |  |
|  | 17 y 18 de febrero                      | 17 y 18 de febrero      | 17 y 18 de febrero                      |                         |                                      | 20 y 21 de febrero | 20 y 21 de febrero | 20 y 21 de febrero |  |                                         | 23 de febrero     | 23 de febrero | 23 de febrero |  |                                     | 5 de abril        | 5 de abril | 5 de abril |  |
|  |                                         |                         |                                         |                         |                                      |                    |                    |                    |  |                                         |                   |               |               |  |                                     |                   |            |            |  |
|  |                                         |                         |                                         |                         |                                      |                    |                    |                    |  |                                         |                   |               |               |  |                                     |                   |            |            |  |
|  | Bandera de la Provincia de Santa Fe     | Newell's Old Boys       | 4                                       |                         |                                      |                    |                    |                    |  |                                         |                   |               |               |  |                                     |                   |            |            |  |
|  | Bandera de la Provincia de Santa Fe     | Newell's Old Boys       | 4                                       |                         |                                      |                    |                    |                    |  |                                         |                   |               |               |  |                                     |                   |            |            |  |
|  | Bandera de la Provincia de La Pampa     | All Boys (SR)           | 1                                       |                         |                                      |                    |                    |                    |  |                                         |                   |               |               |  |                                     |                   |            |            |  |
|  | Bandera de la Provincia de La Pampa     | All Boys (SR)           | 1                                       |                         | Bandera de la Provincia de Santa Fe  | Newell's Old Boys  | 4                  |                    |  |                                         |                   |               |               |  |                                     |                   |            |            |  |
|  |                                         |                         |                                         |                         | Bandera de la Provincia de Santa Fe  | Newell's Old Boys  | 4                  |                    |  |                                         |                   |               |               |  |                                     |                   |            |            |  |
|  |                                         |                         | Bandera de la Provincia de Buenos Aires | Gimnasia y Esgrima (LP) | 0                                    |                    |                    |                    |  |                                         |                   |               |               |  |                                     |                   |            |            |  |
|  | Bandera de la Provincia de Buenos Aires | Gimnasia y Esgrima (LP) | Bandera de la Provincia de Buenos Aires | Gimnasia y Esgrima (LP) | 0                                    | 2                  |                    |                    |  |                                         |                   |               |               |  |                                     |                   |            |            |  |
|  | Bandera de la Provincia de Buenos Aires | Gimnasia y Esgrima (LP) |                                         |                         |                                      |                    |                    |                    |  |                                         |                   |               |               |  |                                     |                   |            |            |  |
|  | Bandera de la Provincia de Misiones     | Guaraní Antonio Franco  | 0                                       |                         |                                      |                    |                    |                    |  |                                         |                   |               |               |  |                                     |                   |            |            |  |
|  | Bandera de la Provincia de Misiones     | Guaraní Antonio Franco  | 0                                       |                         |                                      |                    |                    |                    |  | Bandera de la Provincia de Santa Fe     | Newell's Old Boys | 2             |               |  |                                     |                   |            |            |  |
|  |                                         |                         |                                         |                         |                                      |                    |                    |                    |  | Bandera de la Provincia de Santa Fe     | Newell's Old Boys | 2             |               |  |                                     |                   |            |            |  |
|  |                                         |                         | Bandera de la Ciudad de Buenos Aires    | San Lorenzo             | 1                                    |                    |                    |                    |  |                                         |                   |               |               |  |                                     |                   |            |            |  |
|  | Bandera de la Ciudad de Buenos Aires    | San Lorenzo             | Bandera de la Ciudad de Buenos Aires    | San Lorenzo             | 1                                    | 7                  |                    |                    |  |                                         |                   |               |               |  |                                     |                   |            |            |  |
|  | Bandera de la Ciudad de Buenos Aires    | San Lorenzo             |                                         |                         |                                      |                    |                    |                    |  |                                         |                   |               |               |  |                                     |                   |            |            |  |
|  | Bandera de la Provincia del Neuquén     | Confluencia             | 0                                       |                         |                                      |                    |                    |                    |  |                                         |                   |               |               |  |                                     |                   |            |            |  |
|  | Bandera de la Provincia del Neuquén     | Confluencia             | 0                                       |                         | Bandera de la Ciudad de Buenos Aires | San Lorenzo        | 2                  |                    |  |                                         |                   |               |               |  |                                     |                   |            |            |  |
|  |                                         |                         |                                         |                         | Bandera de la Ciudad de Buenos Aires | San Lorenzo        | 2                  |                    |  |                                         |                   |               |               |  |                                     |                   |            |            |  |
|  |                                         |                         | Bandera de la Provincia de Córdoba      | Belgrano                | 0                                    |                    |                    |                    |  |                                         |                   |               |               |  |                                     |                   |            |            |  |
|  | Bandera de la Provincia de Córdoba      | Belgrano                | Bandera de la Provincia de Córdoba      | Belgrano                | 0                                    | 6                  |                    |                    |  |                                         |                   |               |               |  |                                     |                   |            |            |  |
|  | Bandera de la Provincia de Córdoba      | Belgrano                |                                         |                         |                                      |                    |                    |                    |  |                                         |                   |               |               |  |                                     |                   |            |            |  |
|  | Bandera de la Provincia de Jujuy        | Sportivo Palermo (J)    | 0                                       |                         |                                      |                    |                    |                    |  |                                         |                   |               |               |  |                                     |                   |            |            |  |
|  | Bandera de la Provincia de Jujuy        | Sportivo Palermo (J)    | 0                                       |                         |                                      |                    |                    |                    |  |                                         |                   |               |               |  | Bandera de la Provincia de Santa Fe | Newell's Old Boys | 0 (4)      |            |  |
|  |                                         |                         |                                         |                         |                                      |                    |                    |                    |  |                                         |                   |               |               |  | Bandera de la Provincia de Santa Fe | Newell's Old Boys | 0 (4)      |            |  |
|  |                                         |                         | Bandera de la Ciudad de Buenos Aires    | Boca Juniors            | 0 (3)                                |                    |                    |                    |  |                                         |                   |               |               |  |                                     |                   |            |            |  |
|  | Bandera de la Provincia de Buenos Aires | UAI Urquiza             | Bandera de la Ciudad de Buenos Aires    | Boca Juniors            | 0 (3)                                | 0                  |                    |                    |  |                                         |                   |               |               |  |                                     |                   |            |            |  |
|  | Bandera de la Provincia de Buenos Aires | UAI Urquiza             |                                         |                         |                                      |                    |                    |                    |  |                                         |                   |               |               |  |                                     |                   |            |            |  |
|  | Bandera de la Provincia de La Rioja     | Rioja Juniors           | 1                                       |                         |                                      |                    |                    |                    |  |                                         |                   |               |               |  |                                     |                   |            |            |  |
|  | Bandera de la Provincia de La Rioja     | Rioja Juniors           | 1                                       |                         | Bandera de la Provincia de La Rioja  | Rioja Juniors      | 0                  |                    |  |                                         |                   |               |               |  |                                     |                   |            |            |  |
|  |                                         |                         |                                         |                         | Bandera de la Provincia de La Rioja  | Rioja Juniors      | 0                  |                    |  |                                         |                   |               |               |  |                                     |                   |            |            |  |
|  |                                         |                         | Bandera de la Provincia de Buenos Aires | Racing Club             | 6                                    |                    |                    |                    |  |                                         |                   |               |               |  |                                     |                   |            |            |  |
|  | Bandera de la Provincia de Buenos Aires | Racing Club             | Bandera de la Provincia de Buenos Aires | Racing Club             | 6                                    | 12                 |                    |                    |  |                                         |                   |               |               |  |                                     |                   |            |            |  |
|  | Bandera de la Provincia de Buenos Aires | Racing Club             |                                         |                         |                                      |                    |                    |                    |  |                                         |                   |               |               |  |                                     |                   |            |            |  |
|  | Bandera de la Provincia de San Juan     | San Martín (SJ)         | 0                                       |                         |                                      |                    |                    |                    |  |                                         |                   |               |               |  |                                     |                   |            |            |  |
|  | Bandera de la Provincia de San Juan     | San Martín (SJ)         | 0                                       |                         |                                      |                    |                    |                    |  | Bandera de la Provincia de Buenos Aires | Racing Club       | 0 (1)         |               |  |                                     |                   |            |            |  |
|  |                                         |                         |                                         |                         |                                      |                    |                    |                    |  | Bandera de la Provincia de Buenos Aires | Racing Club       | 0 (1)         |               |  |                                     |                   |            |            |  |
|  |                                         |                         | Bandera de la Ciudad de Buenos Aires    | Boca Juniors            | 0 (3)                                |                    |                    |                    |  |                                         |                   |               |               |  |                                     |                   |            |            |  |
|  | Bandera de la Ciudad de Buenos Aires    | Boca Juniors            | Bandera de la Ciudad de Buenos Aires    | Boca Juniors            | 0 (3)                                | 6                  |                    |                    |  |                                         |                   |               |               |  |                                     |                   |            |            |  |
|  | Bandera de la Ciudad de Buenos Aires    | Boca Juniors            |                                         |                         |                                      |                    |                    |                    |  |                                         |                   |               |               |  |                                     |                   |            |            |  |
|  | Bandera de la Provincia de Entre Ríos   | San Benito              | 0                                       |                         |                                      |                    |                    |                    |  |                                         |                   |               |               |  |                                     |                   |            |            |  |
|  | Bandera de la Provincia de Entre Ríos   | San Benito              | 0                                       |                         | Bandera de la Ciudad de Buenos Aires | Boca Juniors       | 1                  |                    |  |                                         |                   |               |               |  |                                     |                   |            |            |  |
|  |                                         |                         |                                         |                         | Bandera de la Ciudad de Buenos Aires | Boca Juniors       | 1                  |                    |  |                                         |                   |               |               |  |                                     |                   |            |            |  |
|  |                                         |                         | Bandera de la Ciudad de Buenos Aires    | River Plate             | 0                                    |                    |                    |                    |  |                                         |                   |               |               |  |                                     |                   |            |            |  |
|  | Bandera de la Ciudad de Buenos Aires    | River Plate             | Bandera de la Ciudad de Buenos Aires    | River Plate             | 0                                    | 7                  |                    |                    |  |                                         |                   |               |               |  |                                     |                   |            |            |  |
|  | Bandera de la Ciudad de Buenos Aires    | River Plate             |                                         |                         |                                      |                    |                    |                    |  |                                         |                   |               |               |  |                                     |                   |            |            |  |
|  | Bandera de la Provincia de Buenos Aires | UNNOBA                  | 0                                       |                         |                                      |                    |                    |                    |  |                                         |                   |               |               |  |                                     |                   |            |            |  |
|  | Bandera de la Provincia de Buenos Aires | UNNOBA                  | 0                                       |                         |                                      |                    |                    |                    |  |                                         |                   |               |               |  |                                     |                   |            |            |  |
|  |                                         |                         |                                         |                         |                                      |                    |                    |                    |  |                                         |                   |               |               |  |                                     |                   |            |            |  |

### Resultados

#### Octavos de final
| 17 de febrero, 17:00 | Newell's Old Boys                                   | 4:1 (2:1) | All Boys (SR)   | Predio Lionel Andrés Messi, Ezeiza |                           |
|                      | Vives 43' · Pagola 40' · Larroquette 86' · Lema 88' |           | Altolaguirre 8' | Árbitra: Gabriela Coronel          | Árbitra: Gabriela Coronel |

| 17 de febrero, 9:00 | Gimnasia y Esgrima (LP)      | 2:0 (1:0) | Guaraní A. Franco | La Quemita, Buenos Aires |  |
|                     | Ludueña 27' · Aguilera 90+4' |           |                   |                          |  |

| 18 de febrero, 9:00 | Racing Club | 12:0 (6:0) | San Martín | Ciudad Deportiva San Lorenzo, Buenos Aires |                          |
|                     | Tsuda 5', 10', 71' · Bueno 7', 35' · Ávila 18' (a.g.) · Chaparro 29', 45', 51', 67' · Marijuán 73' · Altavista 83' |            |            | Árbitra: Mariela Martino                   | Árbitra: Mariela Martino |

| 18 de febrero, 9:00 | UAI Urquiza | 0:1 (0:0) | Rioja Juniors | La Quemita, Buenos Aires    |                             |
|                     |             |           | Andrada 84'   | Árbitra: Álvarez de Olivera | Árbitra: Álvarez de Olivera |

| 18 de febrero, 17:00 | Boca Juniors                                                                   | 6:0 (1:0) | San Benito | Predio Lionel Andrés Messi, Ezeiza |                           |
|                      | Masagli 43' (t.l.) · Campos 59' · Ojeda 61', 75' · Álvarez 63' · Pokoracky 69' |           |            | Árbitra: Ariadna Palacios          | Árbitra: Ariadna Palacios |

#### Cuartos de final
| 20 de febrero, 17:00 | Newell's Old Boys                      | 4:0 (2:0) | Gimnasia y Esgrima (LP) | Predio Lionel Andrés Messi, Ezeiza |                           |
|                      | Narváez 8' · Natta 22', 54' · Lema 77' |           |                         | Árbitra: Ariadna Palacios          | Árbitra: Ariadna Palacios |

| 20 de febrero, 17:00 | San Lorenzo                     | 2:0 (1:0) | Belgrano | Predio Lionel Andrés Messi, Ezeiza |                                |
|                      | Fonseca 1' (pen.) · Mereles 85' |           |          | Árbitra: María Laura Fortunato     | Árbitra: María Laura Fortunato |

| 21 de febrero, 9:00 | Rioja Juniors | 0:6 (0:2) | Racing Club                                                                             | Predio Lionel Andrés Messi, Ezeiza |                          |
|                     |               | Reporte   | Orrego 35' (t.l.) · Bueno 36' · Otazú 59' (t.l.) · Sachs 65' · Marijuán 85', 90' (pen.) | Árbitra: Luciana Sánchez           | Árbitra: Luciana Sánchez |

| 21 de febrero, 17:00 | Boca Juniors     | 1:0 (0:0) | River Plate | Estadio República de Italia, Ciudad Evita |                             |
|                      | Ojeda 71' (pen.) | Reporte   |             | Árbitra: Álvarez de Olivera               | Árbitra: Álvarez de Olivera |

#### Semifinales
| 23 de febrero, 9:00 | Newell's Old Boys            | 2:1 (0:1) | San Lorenzo  | Estadio Ciudad de Caseros, Caseros |                             |
|                     | Lema 46' · Zacmon 46' (a.g.) | Reporte   | Egashira 24' | Árbitra: Roberta Echeverría        | Árbitra: Roberta Echeverría |

| 23 de febrero, 17:00 | Racing Club                   | 0:0 (1:3 p.)               | Boca Juniors                                 | Estadio Ciudad de Caseros, Caseros |                                |
|                      |                               | Reporte                    |                                              | Árbitra: María Laura Fortunato     | Árbitra: María Laura Fortunato |
|                      |                               | Tiros desde el punto penal |                                              |                                    |                                |
|                      | Otazú · Reche · Bueno · López |                            | Masagli · Sasaki · Flores · Ruffini · Campos |                                    |                                |

#### Final
| 5 de abril, 15:30 | Newell's Old Boys | 0:0 (4:3 p.) | Boca Juniors | Estadio Ciudad de Caseros, Caseros |                           |
|                   |                   | Reporte      |              | Árbitra: Gabriela Coronel          | Árbitra: Gabriela Coronel |

|                                       |
|                                       |
| Campeón Newell's Old Boys 1.er título |

## Goleadoras
| Jugadora          | Equipo       | Goles |
| ----------------- | ------------ | ----- |
| Katalina Chaparro | Racing       | 4     |
| Andrea Ojeda      | Boca Juniors | 3     |
| Marín Tsuda       | Racing       | 3     |
| Rocío Bueno       | Racing       | 3     |
| Belén Marijuán    | Racing       | 3     |
| Julieta Lema      | Newell's     | 3     |
| Ichika Egashira   | San Lorenzo  | 3     |